# Max Beier
Max Beier (6 d'abril de 1903, Drau, Carintia - 6 de juliol de 1979, Viena) va ser un entomòleg i aracnòleg austríac.
Va entrar l'any 1923 a la Universitat de Viena, on va obtenir el seu doctorat l'any 1927. Va treballar en aquest temps com a voluntari en el Museu d'Història Natural de Viena, on va treballar per primera vegada amb escarabats i les seves larves. Ell va descobrir per casualitat un pseudoescorpí en un recipient i va començar a estar interessat en aquests aràcnids, sobre els quals va publicar la meitat de les seves 252 publicacions científiques.

## Publicacions
- Max Beier, 1958 - Zoologische studien in west Griecheland.
- Max Beier «Pseudoscorpione vom kontinentalen Südost-Asien» (en alemany). Pacific Insects, 9, 2, 1967, pàg. 341–369.

## Epònims
- (Dysderidae) Dysdera beieri Deeleman-Reinhold, 1988
- (Salticidae) Pseudattulus beieri Caporiacco, 1955
- (Mantidae) Mantis beieri Roy, 1999